# Beinprothese

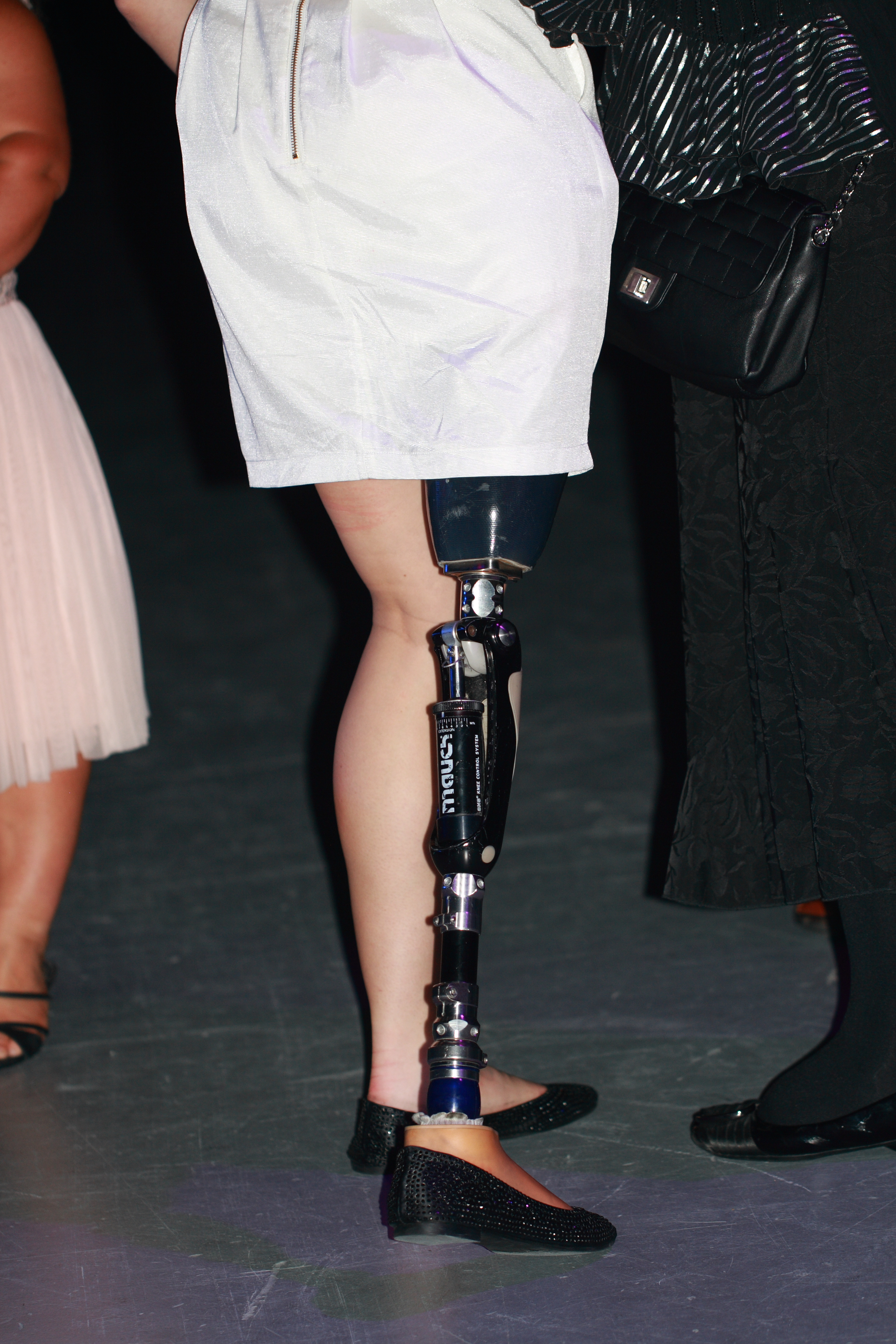
Beinprothese von Ellie Cole, mehrfache Siegerin bei den Paralympischen Spielen – in diesem Umfeld ohne den sonst üblichen kosmetischen Überzug getragen, der eine Haut nachbildet.

Eine Beinprothese bezeichnet eine der Prothesen der unteren Extremitäten.
Je nach Ansatzpunkt der Amputationen gibt es einige Hauptrichtungen der Körperersatzstücke, die wie Orthesen bei Bedarf angelegt werden können:
- Fußprothese
- Unterschenkelprothese
- Oberschenkelprothese

Für die prothetische Versorgung bei Hüftexartikulationen oder Hemipelvektomien baut man auch Ganzbeinprothesen.
Die modernen Beinprothesen sind mikroprozessorgesteuerte Systeme, die von einer eigenen Fachrichtung der technischen Orthopädie hergestellt werden, den zertifizierten Prothetikern.
Die historischen Beinprothesen waren einfache Beinstelzen, die keinen Gang nachahmen konnten. Sie sind mit dem Stelzfuß von Capua um 300 v. Chr. sicher belegt. Die modernen Beinprothesen mit Gelenkmechanik entwickelten sich im Wesentlichen nach dem Ersten Weltkrieg, der eine hohe Zahl von Versehrten zurückbrachte.
Im 21. Jahrhundert entwickelten sich Varianten der Beinprothesen, die höhere sportliche Leistungen erlauben, als für Unversehrte möglich ist.